# Argumentum ad Google
Argumentum ad Google или аргументум ад Гугл је логичка грешка која настаје када се изнесе невалидан аргумент да интернет материјал потврђује изнету тврдњу. Име је добио по најпопуларнијем претраживачу — Гуглу.
Логичка грешка је у томе што је намера да се победи у расправи снагом невалидних доказа; наиме, представљени докази с Гугла не подржавају увек одређене аргументе, већ само имају одговарајуће кључне речи у себи, или су саме информације лажне односно створене са углавном лошом намером. На сличан начин се може користити и у негативном смислу, ако је претрага конципирана тако да Гугл не пронађе ниједан погодак.
Ово је посебан случај логичке грешке позивање на већину.

## Примери
- Погледај ових 124.000 резултата претраге, сви они подржавају моју тезу.
- Претрага на Гуглу проналази на хиљаде погодака у вези са Шерлоком Холмсом, јасно је да он мора да је постојао.
- Зашто се ништа не појављује у простој Гугл претрази ако је то истина?